# 금동여래입상 (보물 제284호)
금동여래입상(金銅如來立像)은 서울특별시 용산구, 국립중앙박물관에 있는 남북국 시대 신라의 불상이다. 1963년 1월 21일 대한민국의 보물 제284호로 지정되었다.

## 개요
금동여래입상(金銅如來立像)은 청동 불상 표면에 도금한 높이 38.2cm의 불상으로 간송 전형필이 구입하여 유족이 소유한 채로 간송미술관에 전시되었으나, 간송의 장남인 전성우 이사장이 별세한 뒤 2020년 경매에 부쳐져 유찰된 뒤 정부에서 매입해 국유 유물이 된 후 국립중앙박물관에서 현재 소장 중이다.
머리 위에는 작은 소라 모양의 머리칼을 붙여 놓았으며 정수리 부근에는 상투 모양의 머리(육계)가 솟아있다. 얼굴은 원만하고 눈은 감고 입을 오므리면서 미소를 짓고 있는 듯하여 보는 이에게 감동을 준다. 꾸밈없는 미소를 띤 얼굴은 삼국시대 불상양식의 특징을 반영한 것으로 이 불상의 격을 높여주고 있다. 아랫배를 조금 내밀고 서 있는 신체는 부드러우면서도 자유로운 자세를 취하고 있다.
옷주름도 엄격한 좌우대칭에서 벗어나, 가지런한 듯하면서도 오른쪽 어깨의 옷이 흘러내릴 듯 자연스럽게 표현되었다. 포개진 옷주름은 중국 북위의 조각양식에서 온 것이며, 발목 위로 올라간 옷의 아랫자락은 마치 치마 주름처럼 표현되었는데, 이런 수법들은 얼굴의 표현과 함께 과도기적인 북위 양식의 영향을 거쳐 나타난 새로운 특징이다. 대좌(臺座)는 아래부분이 8각이며 각 면에는 같은 모양이 뚫을새김 되어있다.
얼굴과 옷주름의 표현, 생동감 넘쳐나는 자유로운 자세 등은 이 불상이 통일신라시대에 만들어진 것임을 알게 해준다.

## 같이 보기
- 간송미술관
- 금동보살입상 (보물 제285호)

## 참고 자료
- 금동여래입상 - 국가유산청 국가유산포털